# Xerovouni
Xerovouni (en griego: Ξεροβούνι, también Ξηροβούνι - Xirovouni) es una montaña en la parte sur de la región de Epiro, en Grecia. Cubre el noreste de Preveza, el sur de Ioannina y las unidades regionales del noroeste Arta. Su altitud máxima es de 1.614 m. Está drenado por los ríos Arachthos hacia el este y por el río Louros al oeste. Las montañas más cercanas son las de Tomaros al noroeste y la de Athamanika al noreste.